# Pooh Richardson
Jerome „Pooh” Richardson (ur. 14 maja 1966 w Waszyngtonie) – amerykański koszykarz, występujący na pozycji rozgrywającego.
W 1985 wystąpił w meczu gwiazd amerykańskich szkół średnich - McDonald’s All-American.

## Osiągnięcia
Na podstawie, o ile nie zaznaczono inaczej.
NCAA
- Najlepszy pierwszoroczny zawodnik konferencji Pac-12 (1986)[3]
- Zaliczony do I składu:
  - All-Pac-12 (1987–1989)
  - turnieju Pac-12 (1987)

NBA
- Zaliczony do I składu debiutantów NBA (1990)[4]

Reprezentacja
- Wicemistrz igrzysk panamerykańskich (1987)[5]